# Mentofobie
Mentofobia ori mentafobia este un concept descris de Donald Griffin – un om de știință (zoolog) și etolog american fondator al etologiei cognitive – pentru a demonstra rezistența puternică a oamenilor de știință la ideea că animalele, altele decât oamenii, sunt conștiente.

## Argumentație
Griffin a argumentat că există un anumit tabu „împotriva considerației științifice a experiențelor private, conștiente, mentale” (conform citatului, "against scientific consideration of private, conscious, mental experiences") care conduce la minimalizarea semnificației și a importanței rolului conștiinței la animale ne-umane, respectiv o supraevaluare a conștiinței umane, ambele conducând la existența unei „bariere,” menite a stopa progresul științific.

## Concepte asemănătoare
Mentofobia a fost asemănată cu conceptul de negare antropomorfică sau de antroponegare al lui Frans de Waal, care afirma, [antroponegarea este] „orbire față de caracteristicile umane ale altor animale sau [față de] caracteristicile noastre asemănătoare cu cele ale animalelor” (conform citatului, "a blindness to the humanlike characteristics of other animals, or the animal-like characteristics of ourselves").
Mentofobia a fost de asemenea comparată cu o observație a lui Daniel Dennett, și anume că „o curioasă asimetrie poate fi observată” (conform citatului, "a curious asymmetry can be observed") atunci când este vorba despre certitudinea etică, etologică și filozofică conform căreia conștiința umană nu este necesară pentru existența certitudinii morale, dar certitudinea morală nu se aplică atunci când vine vorba de experiențele altor animale.
David Chauvet, în Contre la Mentaphobie (Împotriva mentafobiei),  argumentează și susține că negarea constantă a existenței conștiinței animalelor este menită a atenua implicit vinovăția asociată cu abuzurile îndreptate asupra acestora.